# Валдость
Ва́лдость — деревня в Горском сельском поселении Тихвинского района Ленинградской области.

## История
Упоминается на карте западной части России Ф. Ф. Шуберта 1844 года как деревня Валдас при одноимённом озере.

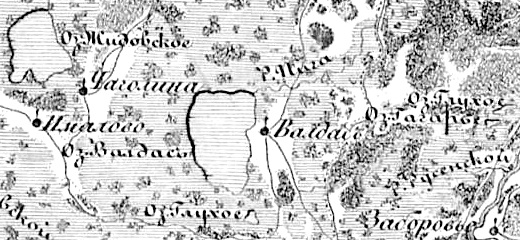
Деревня Валдас на карте 1847 года

ВАЛДОС — деревня Валдосского общества, Пашекожельского прихода. Озеро Валдос.

Крестьянских дворов — 26. Строений — 70, в том числе жилых — 38.

Число жителей по семейным спискам 1879 г.: 64 м. п., 66 ж. п.; по приходским сведениям 1879 г.: 49 м. п., 63 ж. п.

В конце XIX века деревня административно относилась к Новинской волости 2-го стана, в начале XX века к Новинской волости 1-го земского участка 1-го стана Тихвинского уезда Новгородской губернии.

ВАЛДОСЬ — деревня Валдосского сельского общества при озере Валдос, число дворов — 22, число домов — 31, число жителей: 57 м п., 65 ж. п.;
Занятие жителей — земледелие и лесные заработки. Часовня. Хлебозапасный магазин. (1910 год)

С 1917 по 1918 год деревня входила в состав Новинской волости Тихвинского уезда Новгородской губернии. 
С 1918 года в составе Ольховской волости Тихвинского уезда Череповецкой губернии.
С 1924 года в составе Прогальской волости.
С 1927 года в составе Пудрольского сельсовета Тихвинского района.
С 1928 года в составе Новинского сельсовета. В 1928 году население деревни Валдость составляло 155 человек.
Согласно карте Ленинградской области Северо-западного аэрогеодезического треста ГГУ издания 1932 года деревня насчитывала 17 крестьянских дворов:
| Внешние изображения | Внешние изображения                 |
| ------------------- | ----------------------------------- |
|                     | Деревня Валдость на карте 1932 года |

По данным 1933 года деревня называлась Валдось и входила в состав Новинского сельсовета Тихвинского района.
В 1958 году население деревни Валдость составляло 68 человек.
С 1963 года в составе Горского сельсовета.
По данным 1966, 1973 и 1990 годов деревня Валдость также входила в состав Горского сельсовета Тихвинского района.
В 1997 году в деревне Валдость Горской волости проживали 9 человек, в 2002 году — 18 человек (русские — 94 %).
В 2007 году в деревне Валдость Горского СП — 17 человек.

## География
Деревня расположена в западной части района на автодороге 41К-892 (подъезд к д. Валдость), к западу от автодороги 41К-021 (Паша — Часовенское — Кайвакса).
Расстояние до административного центра поселения — 4 км.
Расстояние до ближайшей железнодорожной станции Тихвин — 29 км.
Деревня находится на восточном берегу озера Большая Валдость, близ места где из озера берёт начало река Пигай.

## Демография
| 2007 | 2010 | 2017 |
| ---- | ---- | ---- |
| 17   | ↘16  | ↘14  |

### Национальный состав
Согласно данным Всероссийской переписи населения 2021 года в деревне проживали 14 человек, из них:
 русские — 13, украинцы — 1 человек.

## Транспорт
Из Тихвина в деревню ходит маршрутное такси № 151а (на Пяхту) и автобус № 184.

## Улицы
Озёрная, Полевой переулок.